# Tswapong Hills
Tswapong Hills är bergsudde i Botswana.   De ligger i distriktet Central, i den östra delen av landet, 280 km nordost om huvudstaden Gaborone. Tswapong Hills ligger 1 271 meter över havet.
Terrängen runt Tswapong Hills är huvudsakligen kuperad. Tswapong Hills ligger uppe på en höjd som går i öst-västlig riktning. Runt Tswapong Hills är det mycket glesbefolkat, med 6 invånare per kvadratkilometer.. Närmaste större samhälle är Maunatlala, 14,8 km öster om Tswapong Hills.
Omgivningarna runt Tswapong Hills är huvudsakligen savann.